# White House National Climate Advisor

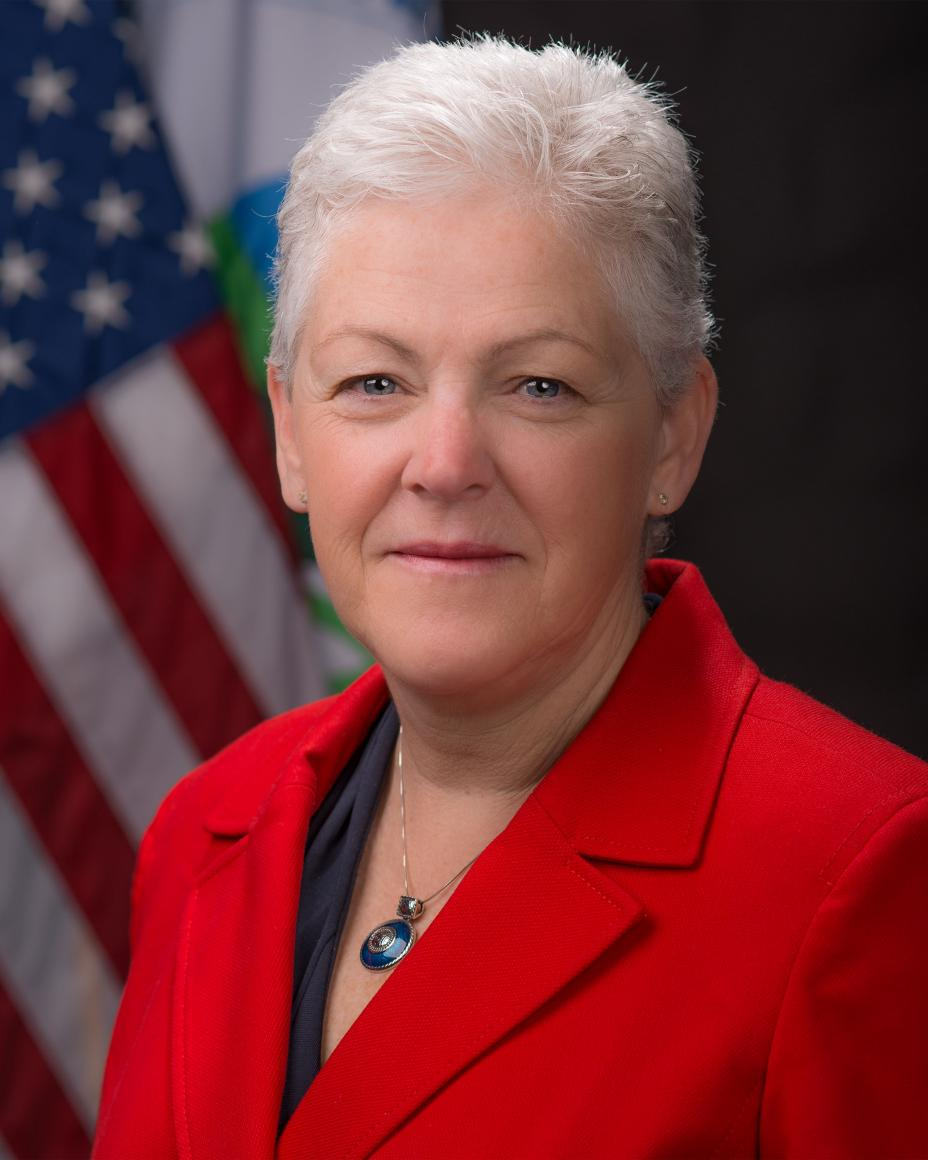
Gina McCarthy

Der nationale Klimabeauftragte des Weißen Hauses (White House National Climate Advisor) ist eine Position innerhalb des „Büros des Weißen Hauses“ (White House Office), die von Präsident Joe Biden am 20. Januar 2021 eingerichtet wurde. Das White House Office ist Teil des Executive Office of the President of the United States. Der Berater ist der Chefberater des Präsidenten für die nationale Klimapolitik und leitet das entsprechende Büro im Weißen Haus (White House Office of Domestic Climate Policy). Am 14. Dezember 2020 wurde bekannt gegeben, dass Gina McCarthy, die ehemalige Leiterin der Environmental Protection Agency unter Präsident Barack Obama, als erste nationale Klimaberaterin fungieren wird. Der ehemalige stellvertretende Sekretär für Energie und Umwelt in New York, Ali Zaidi, ist stellvertretender nationaler Klimaberater.